# مرغليوت
مرغليوت (بالعبرية: מַרְגָּלִיּוֹת؛ مرگليوت، العربية: هونين)، هو موشاڤ في شمال إسرائيل يقع على الحدود المتاخمة للبنان في منطقة الجليل الأعلى، يبعد 1.5 كيلومتر غربًا عن بلدة كريات شمونة. تقع المستوطنة على مرتفعات رميم في جبال نفتالي، بالقرب من جبل شنان، قمة السلسلة الجبلية، وهي تتبع إداريًّا إلى ولاية مجلس مڤوئوت هحرمون المحلي. أطلِق عليه هذا الاسم على اسم حاييم مرغليوت كلوفيسكي الذي أدار "يكَا" (جمعية الاستعمار اليهودي) في منطقة الجليل في مطلع القرن العشرين، وساهم في إنشاء عدد من المستوطنات في المنطقة. في 2019 كان عدد سكانها 412 نسمة، معظمهم يهود من أصل كردستاني إيراني.

## تاريخ المستوطنة
أُقيمت المستوطنة على أراضي قرية هونين الفلسطينية التي كانت موجودة في إصبع الجليل من فلسطين في عهد الانتداب، وكانت ثاني أكبر القرى في قضاء صفد، وقد هُجِّرَ سُكّانُها عام 1948. ويرى بعض اللبنانيين أنها قرية لبنانية جنوبية ضمن ما يعرف بالقرى السبع. من حدودها بلدة المنارة التي كانت ملك آل الأسعد، وآل الأمين، وبعض أهالي ميس الجبل. وهي بلدة صغيرة تقع على تلة مقابلة لبلدة حولا، وتتصل بالبلد المذكورة من خلال تلة العباد. كما وجد بها آبار وثغور في الجبال مما يدل على انها كانت مسكونة منذ العهود القديمة.
سقطت القرية في أبريل 1948 بأيدي العصابات الصهيونية، وفر معظم أهلها إلى لبنان. أنشأ الإسرائيليون على أراضي القرية عام 1951 مستوطنة موشاف مرغليوت، ولم تزل مدرسة هونين الابتدائية وقلعتها الصليبية ماثلتين للعيان حتى اليوم، والقلعة هي من المواقع الأثرية التي يقصدها السياح والزائرون.
وهي الآن مستعمرة موشاڤ مرغليوت، حدودها شمالاً مسغاف عام وعديسة، وجنوباً ميس الجبل والبويزية، وشرقا الخالصة، وغربًا حولا ومركبا، وتبلغ مساحتها 14300 دونم. انشئت هونين في الطرف الجنوبي الشرقي من جبل عامل على ارتفاع 660م عن سطح البحر، على تل يمتد من الشمال الغربي إلى الجنوب الشرقي، وترتفع الجبال في غرب القرية لتصل إلى أقصى ارتفاع لها في قمة الشيخ عباد التي يبلغ ارتفاعها 902 أمتار عن سطح البحر، وتقع على بعد 1,5 كلم جنوب شرق القرية. ويوجد إلى جانب هونين عدد من المواقع الأثرية، منها تل عين السابور، وفيه مدافن رومانية، وتل المبروم أو خربة سقور، المليئة بالفخاريات وأساسات جدران قديمة.
أُخلِيَتِ المستوطنة من سُكّانها بعد حرب "السيوف الحديديَّة"، وذلك بعد أن قصفها مقاتلو حزب الله بشكلٍ مكثف بالصواريخ المضادة للدبابات. بعد أسبوعين من اندلاع الحرب، تسلل أحد المُقاتلين من لبنان إلى المستوطنة، وأصاب جنديًّا احتياطيًّا كان يحرسها، وفي مارس 2024، تعرض ثمانية عمال أجانب لإطلاق نار من صاروخ مضاد للدبابات، مما أسفر عن مقتل أحدهم.

## معالم مهمة

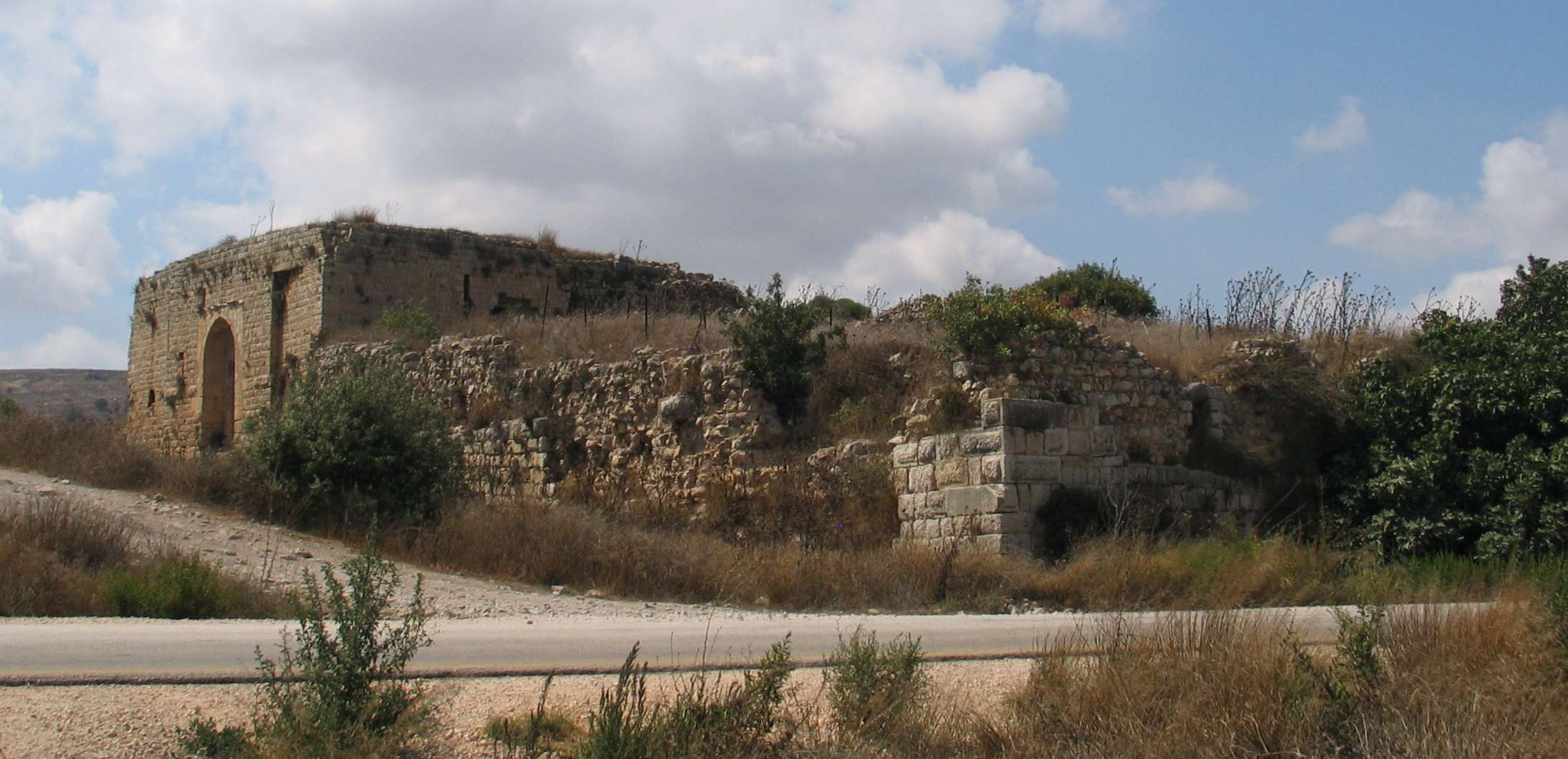
أطلال القلعة الصليبية والعثمانية

يوجد في المستوطنة ممشى على اسم يوني نتنياهو، وهو يطل على المناظر الطبيعية في المنطقة، بالإضافة إلى نقطة مراقبة. على بعد مسافة قصيرة منها تقع قلعة هونين، المعروفة أيضاً باسم "حصن مرغليوت". وفي المنطقة المحيطة بالمستوطنة توجد محمية طبيعيّة تُسمّى: "محميّة مرغليوت".

## الاقتصاد
يعتمد اقتصاد المستوطنة على قطاعات الزراعة المختلفة، وفي مقدمتها قطاع البيض. في يونيو 2018، فازت أربع مزارع دجاج في المستوطنة، مملوكة لأخوين، بمناقصة لتزويد الجيش الإسرائيلي بـ 144,000 بيضة يوميًّا.

## مشاهير سكانها
كان من بين سكان المستوطنة المشهورين عضو الكنيست يوسي سريد، الذي انتقل للعيش في المستوطنة عام 2000، تعبيراً عن تضامنه مع سكانها.